# Frommer Stop
Frommer Stop je samonabíjecí pistole zkonstruovaná Rudolfem Frommerem a vyráběná ve zbrojovce Fegyver és Gépgyár Részvénytársaság v Budapešti. Zbraň konstrukčně vycházela z frommerových předchozích pistolí. Zbraň se vyráběla od roku 1912 a pro civilní trh byla prodávána pod obchodním názvem stop, v témže roce ji zavedla uherská armáda a po vyhlášení 1. světové války ji zavedlo do výzbroje i Německo, Bulharsko a Osmanská říše. Pistole zůstala ve výzbroji maďarské armády až do roku 1945.

## Popis
Pistole fungovala na principu dlouhého zákluzu hlavně a závěr byl uzamčený rotačním závorníkem. Pistole je jednočinná s kohoutem. Pistole má pouze dlaňovou pojistku a není vybavená střeleckou pohotovostí. Vratná vzpruha je neobvykle umístěna nad hlavní. Použití dlouhého zákluzu u pistole není časté a navíc je pistole poměrně konstrukčně složitá, vzhledem k tomu že ráže 7,65 mm Browning je málo výkonná a nevyžaduje uzamčení. Proto většina pistolí v této ráží má dynamický závěr.

## Střelivo
Frommer stop byl vyráběn ve dvou rážích 9 mm a 7,65 mm. Zbraň byla původně navržena pro používání vlastního střeliva 7.65x17mm Frommer Long, které má stejné vnější dimenze jako 7,65 mm Browning, ale silnější výkon. Zbraně vyrobené ve verzi 9mm používaly opět vlastní střelivo 9mm Frommer, které mělo stejné rozměry jako 9mm Browning, ale silnější prachovou navážku. Zbraň mohla bez rizika používat slabší střelivo, a většinou bez vlivu na spolehlivost zbraně.

## Varianty

### Frommer Stop M.17
Během bojů na italské frontě rakousko-uherská armáda čelila italským samopalům Villar-Perosa M 1915. Rakousko-uherská armáda si proto objednala vývoj podobné zbraně, čímž vznikl Frommer Stop M.17. Jednalo se o dvě automatické pistole, každá se zásobníkem na 30 nábojů. Pistole byly uchycené ve speciální lafetě na trojnožce a obrácené zásobníky směrem vzhůru. Pistole v této modifikaci prošly úpravami, které prakticky vylučovaly jejich použití bez trojnožky. Největšími změnami bylo především prodloužení hlavně, odstranění lučíku a přesunutí knoflíkové spoušti na zadní stranu rukojeti a změna vypouštění zásobníku. Frommer Stop M.17 se dostal na frontu jen v omezené zkušení sérii.

### Frommer Baby
Po první světové válce vznikla zmenšená verze modelu 1912 pro civilní trh, která nesla označení Frommer Baby.